# Ferdinand Cheval
Pour les articles homonymes, voir Cheval (homonymie).
Joseph Ferdinand Cheval, plus connu sous le nom du facteur Cheval, né le 19 avril 1836 à Charmes-sur-l'Herbasse (Drôme) et mort le 19 août 1924 à Hauterives (Drôme), est un facteur français célèbre pour avoir passé 33 ans de sa vie à édifier un monument qu'il nomme le « Palais idéal ».
Il a aussi passé huit années supplémentaires à bâtir son propre tombeau.

## Situation personnelle

### Origines
Joseph Ferdinand Cheval naît dans une famille de petits cultivateurs, installée à Charmes-sur-l'Herbasse, un modeste village de la Drôme des collines, une microrégion terrienne et rurale, située au nord de Romans-sur-Isère.
Il est le fils de Jean-François Cheval et de sa deuxième épouse Rose-Françoise Sibert ; sa mère meurt le 21 avril 1847. Il a un frère, prénommé François Victor et marié avec Rosalie Perrier.

### Vie privée et familiale

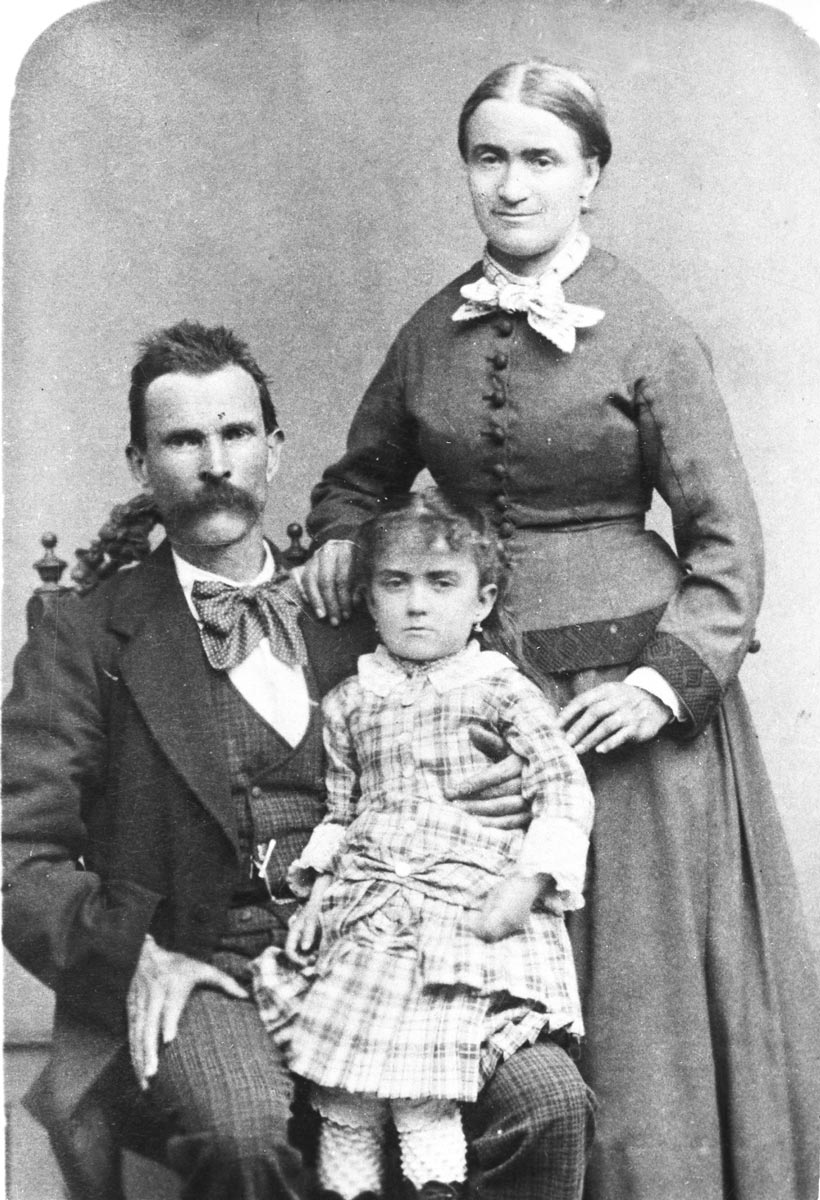
Ferdinand Cheval avec son épouse Philomène et sa fille Alice (1885).

Le 20 mai 1858, il se marie avec Rosalie (ou Rose) Revol (1841-1873), lingère, avec qui il aura deux enfants, Victorin (1864-1865), et Cyrille (1866-1912). Il sera le grand-père d'Eugénie et d'Alice (Marie-Louise) Cheval.
Après la mort de son épouse en 1873, il se remarie le 28 septembre 1878 avec Claire-Philomène Richaud (1838-1914), tailleuse et également veuve. Elle apporte en dot l'équivalent de deux années de traitement de facteur et une petite propriété qui lui permet d'acquérir un lopin de terre à Hauterives. De leur union naît sa fille unique, Alice, née en 1879 et morte en 1894, à l’âge de 15 ans.

### Formation et carrière professionnelle

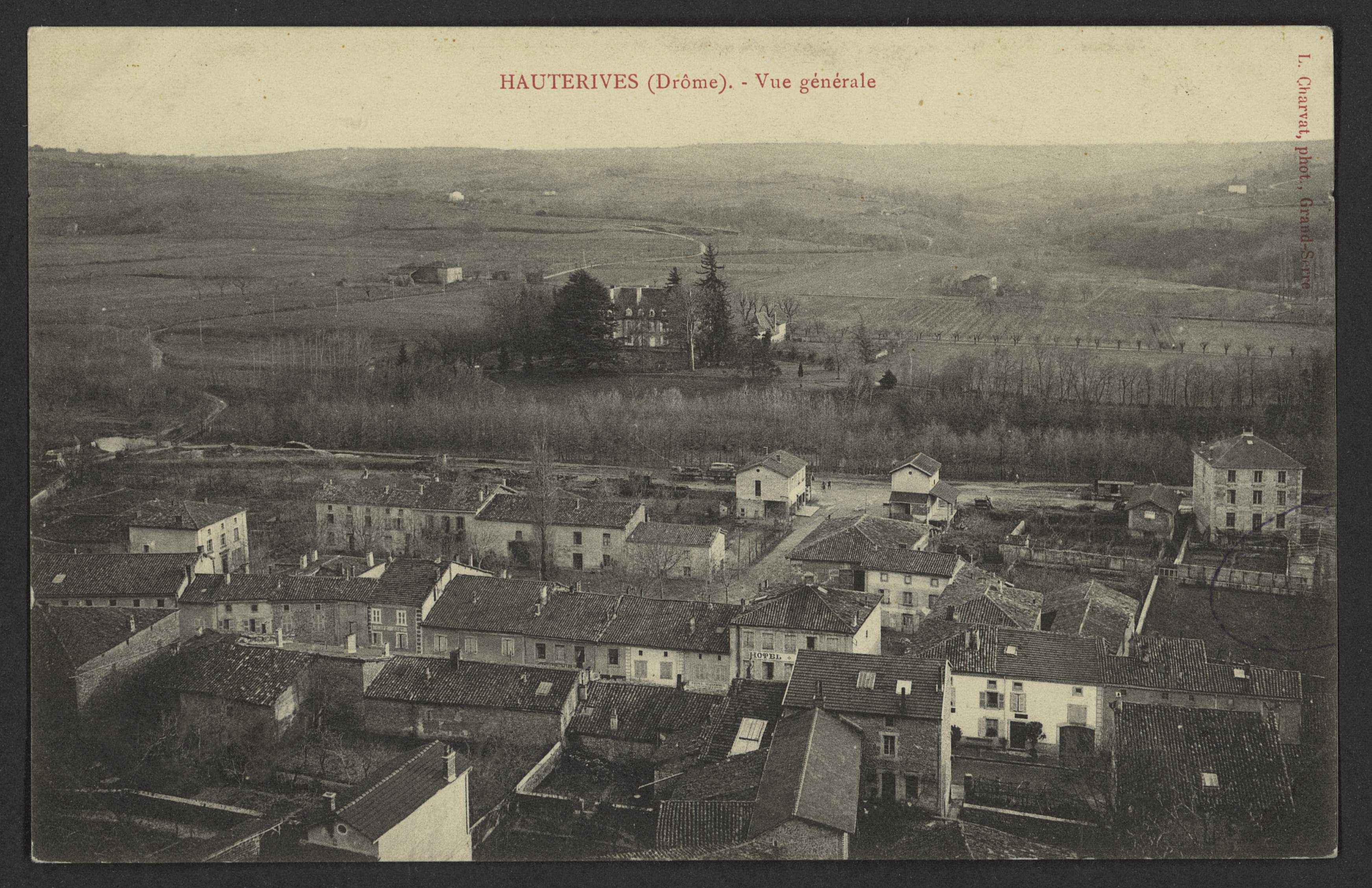
Hauterives, village d'adoption du facteur Cheval.

Du fait d'une scolarité courte — de 1842 à 1848, à l'école communale de Charmes —, il maîtrise mal la langue française, qu'il écrit phonétiquement. Après l'obtention de son certificat d'études primaires, il devient à l'âge de treize ans apprenti boulanger. Il est pris en tutelle, à l'âge de dix-huit ans, à la mort de son père, par son oncle maternel Joseph Burel, qui le fait rapidement émanciper (la majorité à cette époque étant fixée à 21 ans). Il laisse à son frère la ferme familiale pour devenir en 1856 boulanger à Valence puis à Chasselay, une commune située au nord de Lyon en 1859.
La mort de son premier fils en 1865 lui fait abandonner la boulangerie, activité qu'il a pratiquée durant presque une douzaine d'années et dont l'expérience du pétrissage aurait influencé son savoir-faire de sculpteur et de créateur. Il s'engage comme ouvrier agricole, métier qu'il abandonne à la naissance de son second fils.
Acculé à la misère, il se présente au concours de facteur et entre officiellement dans l'administration des Postes le 12 juillet 1867. Il est successivement facteur à Anneyron, puis à Peyrins, puis à Bourg-de-Péage. À sa demande, en 1869, il est affecté à Hauterives, à une douzaine de kilomètres de son village natal, ayant la charge de la « tournée de Tersanne », une longue tournée pédestre quotidienne. Il y restera jusqu'à la retraite.
Ses longues tournées en solitaire de plus de trente kilomètres n'ont pas le même rythme que les tournées cyclistes ou motorisées d'un « préposé » rural du XXIe siècle, :

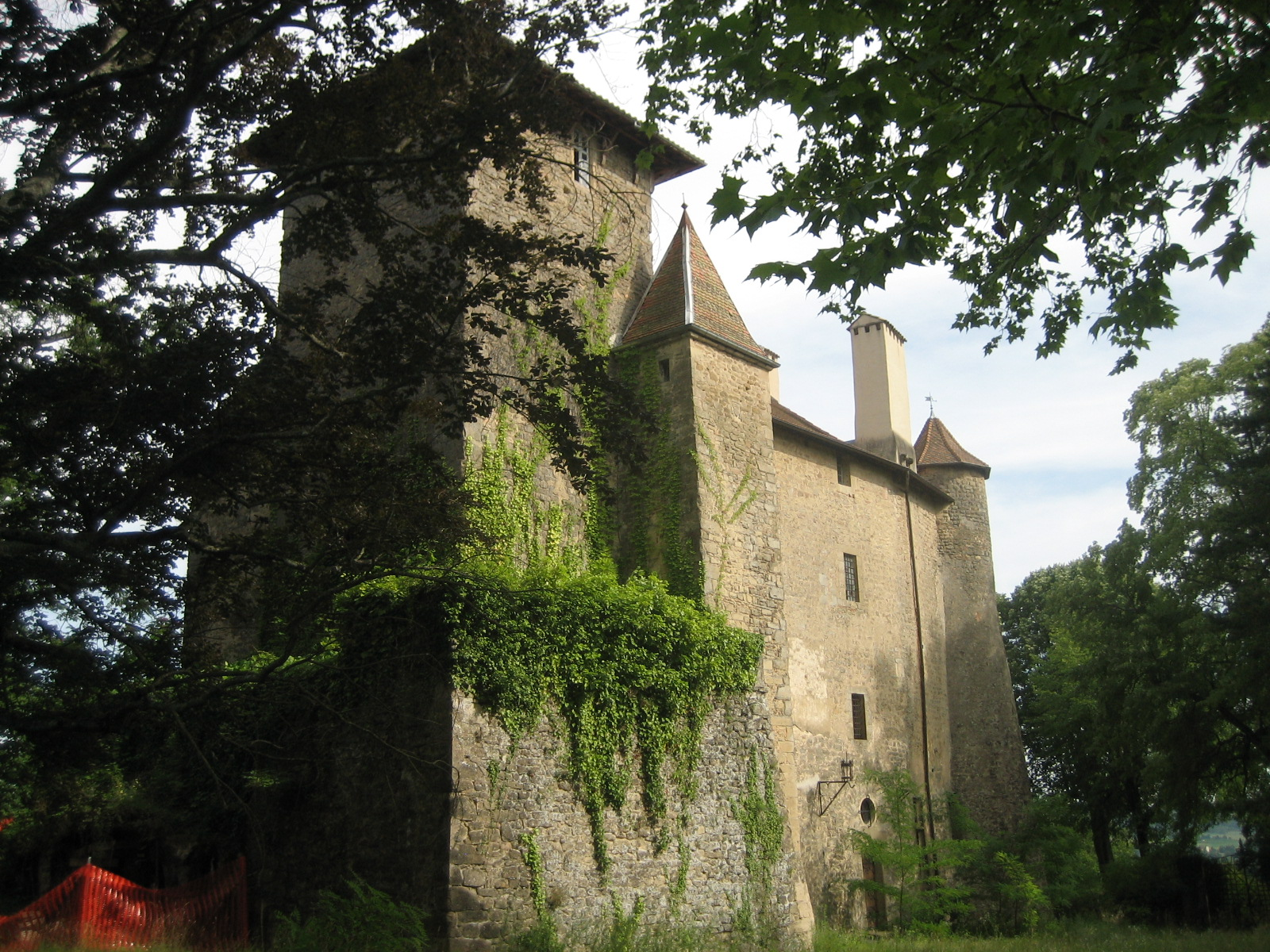
Le château de Charmes-sur-l'Herbasse, une des sources d'inspiration pour le facteur Cheval.

« Le courrier n'arrive à Hauterives qu'à 11 heures du matin. Le facteur qui nous dessert est obligé avant de partir de desservir le village d'Hauterives et ensuite de desservir les quartiers de cette commune qui se trouvent sur son parcours. Malgré sa bonne volonté il ne peut arriver à notre village qu'à une heure souvent deux de l'après-midi. Pour aller de la boîte aux quartiers des Débris et des Nivons, ce qui lui arrive souvent, il a encore une distance de 5 à 6 kilomètres. Il a ensuite à desservir la section de Treigneux et la partie de la commune d'Hauterives depuis Treigneux jusqu'à la route départementale no 6, et ce n'est qu'après ce trajet qu'il se rend au bureau, mais presque toujours après le départ du courrier qui se fait vers 5 heures, si bien que Tersanne éprouve chaque jour des retards sous le rapport des départs des dépêches. »

Il occupe ses heures de randonnée à de longues rêveries au cours desquelles il imagine un « palais féerique », rêveries qui ne commenceront à être concrétisées qu'une dizaine d'années plus tard, après maints voyages avec sa brouette qu'il appelle sa « fidèle compagne de peine ». En 1896, il prend sa retraite.

Il écrit en 1905 : 

« Fils de paysan je veux vivre et mourir pour prouver que dans ma catégorie il y a aussi des hommes de génie et d'énergie. Vingt-neuf ans je suis resté facteur rural. Le travail fait ma gloire et l'honneur mon seul bonheur ; à présent voici mon étrange histoire. Où le songe est devenu, quarante ans après, une réalité. »

— Ferdinand Cheval, 15 mars 1905.

### Particularité psychologique
Malgré certains avis divergents, le Pr Olivier Dulac, neuropsychiatre à l'hôpital Necker, suggère que le facteur Cheval présentait le profil type d’un autiste d'Asperger et son comportement semblerait attester de quelques aspects du spectre autistique. Monomaniaque et obsédé par l'idée fixe de construire un merveilleux et immense palais dans son propre jardin (ce qu'il parvint à faire), il présentait bien une structure psychologique particulière. Nils Tavernier, réalisateur du film sur la vie du facteur, partage cette idée,.

## Constructions

### Palais idéal

#### Débuts de la construction

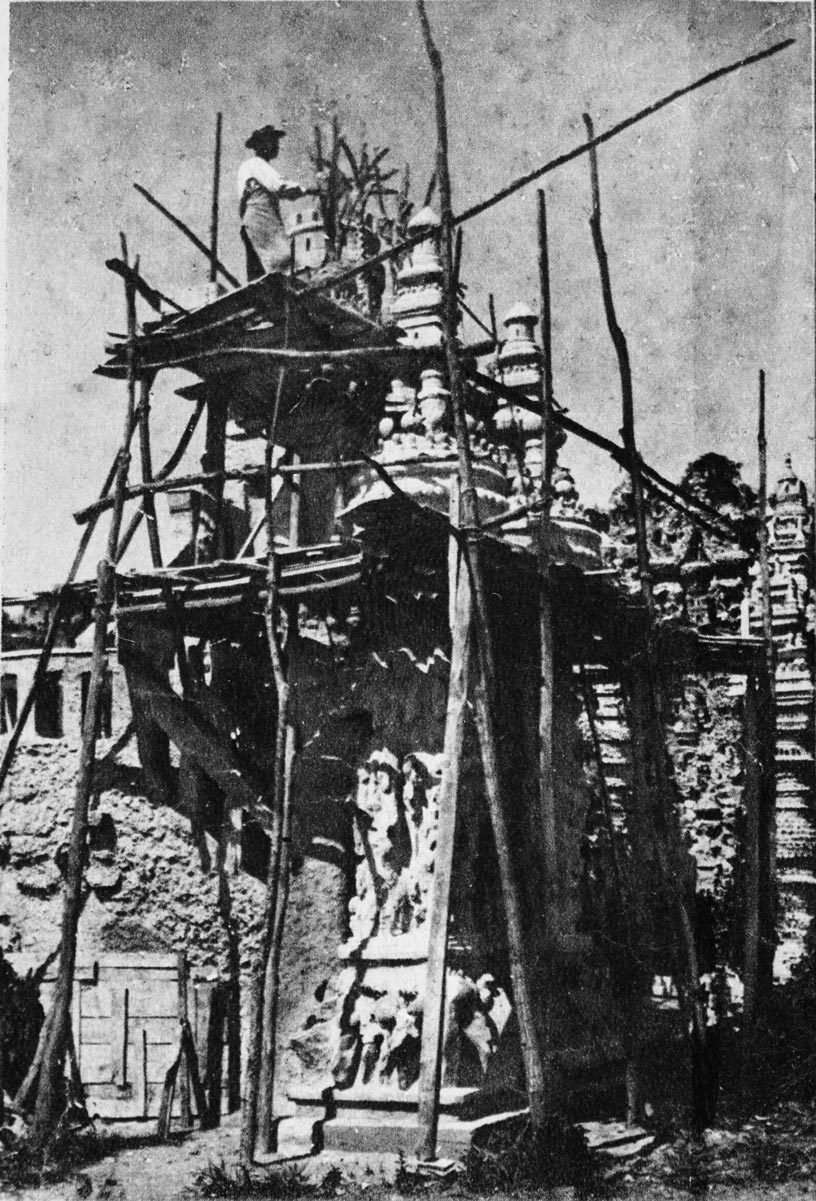
Ferdinand Cheval en pleine créativité artistique en janvier 1890

En avril 1879, une pierre, qu'il dénommera sa « pierre d’achoppement », entraîne sa chute sur le chemin de sa tournée et le fait transposer son rêve dans la réalité. Il rapporte dans ses cahiers l'importance de cet événement :

« Un jour du mois d'avril en 1879, en faisant ma tournée de facteur rural, à un quart de lieue avant d'arriver à Tersanne, je marchais très vite lorsque mon pied accrocha quelque chose qui m'envoya rouler quelques mètres plus loin, je voulus en connaître la cause. J'avais bâti dans un rêve un palais, un château ou des grottes, je ne peux pas bien vous l'exprimer… Je ne le disais à personne par crainte d'être tourné en ridicule et je me trouvais ridicule moi-même. Voilà qu'au bout de quinze ans, au moment où j'avais à peu près oublié mon rêve, que je n'y pensais le moins du monde, c'est mon pied qui me le fait rappeler. Mon pied avait accroché une pierre qui faillit me faire tomber. J'ai voulu savoir ce que c'était… C'était une pierre de forme si bizarre que je l'ai mise dans ma poche pour l'admirer à mon aise. Le lendemain, je suis repassé au même endroit. J'en ai encore trouvé de plus belles, je les ai rassemblées sur place et j'en suis resté ravi… C'est une pierre molasse travaillée par les eaux et endurcie par la force des temps. Elle devient aussi dure que les cailloux. Elle représente une sculpture aussi bizarre qu'il est impossible à l'homme de l'imiter, elle représente toute espèce d'animaux, toute espèce de caricatures.
Je me suis dit : puisque la Nature veut faire la sculpture, moi je ferai la maçonnerie et l'architecture. »

Pour son voisinage, le Facteur Cheval devient alors un être étrange, un « pauvre fou » qui durant sa tournée met des pierres en tas, revient le soir les chercher en s'aidant de sa brouette, pour en remplir son jardin. Il commence la construction de son monument qu'il n'appelle pas encore Palais idéal en 1879.
En 1894, le décès de sa fille Alice, à l'âge de 15 ans, l'affecte profondément. Il avait commencé à collecter les pierres de son palais l'année de sa naissance, mais sa fille ne connaîtra jamais son achèvement. Il habite ensuite une villa dénommée villa Alicius, en hommage à sa fille, qu'il fait construire à proximité du Palais idéal pour le valoriser. Cheval achève la construction de son palais en 1912. Ne pouvant être inhumé dans ce palais selon son souhait, il construit de 1914 à 1922 son tombeau au cimetière municipal. Il meurt le 19 août 1924.

#### Œuvre d'un tiers de siècle

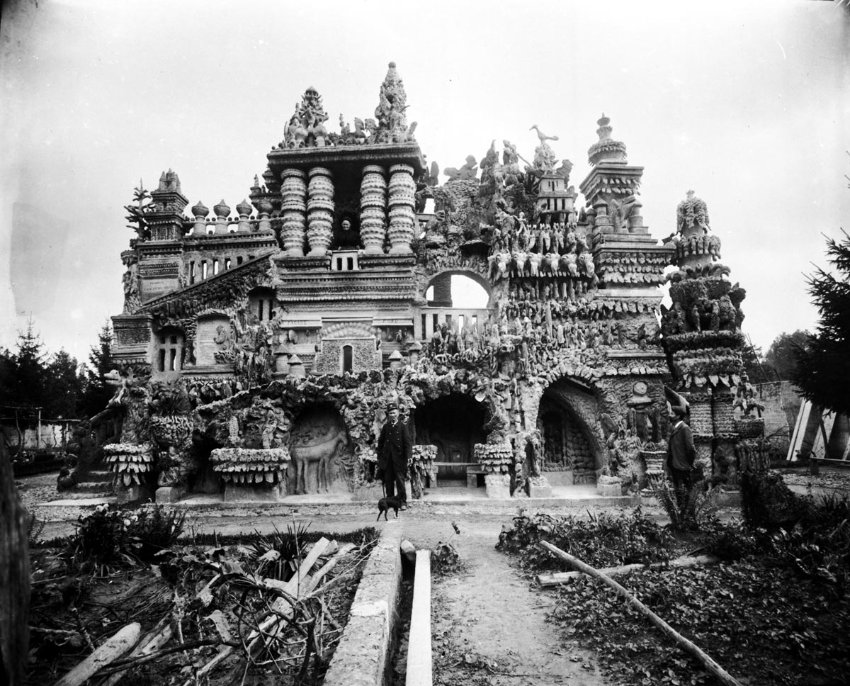
Le Palais idéal vers 1890.

Classé au titre des monuments historiques le 2 septembre 1969 grâce à l'appui de l'ancien ministre André Malraux, ce monument, qui a rendu célèbre Ferdinand Cheval, a été construit petit à petit durant 33 ans entre avril 1879 et le courant de l'année 1912.
Ce monument, entièrement édifié par cet homme, mesure 12 mètres de hauteur et 26 mètres de long, les différentes pièces (des pierres ramassées sur les chemins pour la plupart) ont été assemblées avec de la chaux, du mortier, du ciment et des armatures métalliques (ce qui est précurseur en matière de technique de « béton armé »).
Les archives de l'INA attestent des dons de Ferdinand Cheval, indiquant : « Architecte, sculpteur ou dessinateur, il inventera pour mener son projet à bien, certaines techniques comme le béton armé par exemple. »
Selon Le Dauphiné libéré, le palais reçoit la visite de quelque 150 000 visiteurs en 2013 et plus de 260 000 visiteurs depuis 2019.

### Tombeau du silence et du repos sans fin

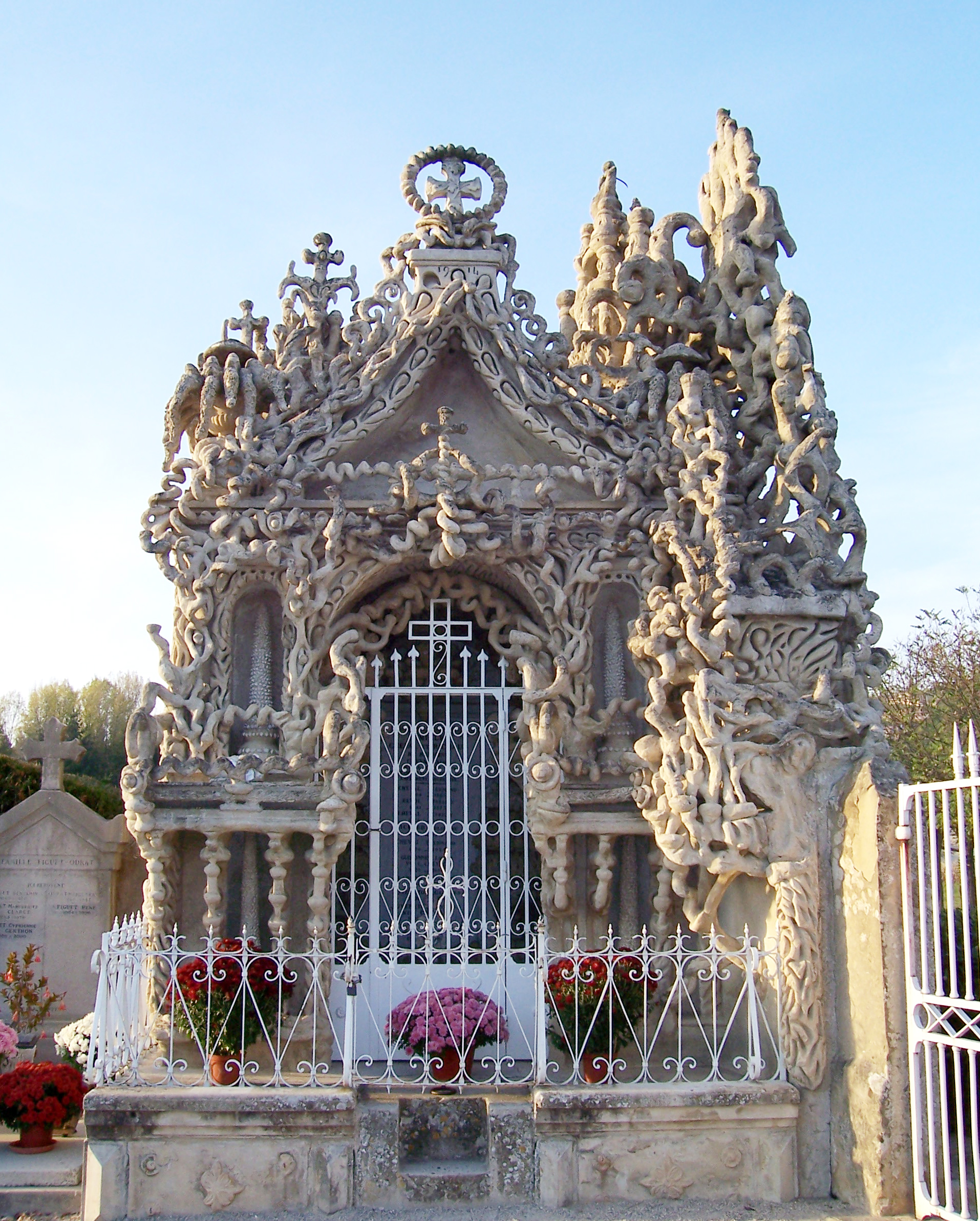
Le Tombeau du silence et du repos sans fin (en 2006).

Après l'achèvement du Palais idéal, il manifeste son désir d'être plus tard enseveli dans l'enceinte même de son œuvre, ce que la réglementation française ne permet pas lorsque le corps n'est pas incinéré. Ferdinand Cheval se résout à se faire inhumer, le moment venu, dans le cimetière communal, mais en choisissant lui-même la forme de son tombeau. À partir de 1914, il passe huit années supplémentaires à charrier des pierres jusqu'au cimetière d'Hauterives et à les assembler, pour former le Tombeau du silence et du repos sans fin, achevé en 1922.
Il écrit : « Après avoir terminé mon Palais de rêve à l'âge de 77 ans et 33 ans de travail opiniâtre, je me suis trouvé encore assez courageux pour aller faire mon tombeau au cimetière de la paroisse. Là encore, j'ai travaillé huit années d'un dur labeur, j'ai eu le bonheur d'avoir la santé pour achever à l'âge de 86 ans le « Tombeau du Silence et du Repos sans fin ». »
Il y est inhumé après sa mort, survenue le 19 août 1924, à l’âge de 88 ans.
Sa tombe monumentale, d'accès libre, est située à l'entrée du petit cimetière d'Hauterives, près du portail d'entrée. Elle est classée au titre des monuments historiques par un arrêté du 23 mai 2011.

### Villa Alicius
Ferdinand Cheval est l'auteur d'un troisième monument inscrit au titre des monuments historiques : sa villa dédiée à sa fille Alice, située à proximité immédiate du Palais idéal.

## Un autre regard sur l'art
Dans le contexte artistique de la fin du XIXe siècle, où prédomine encore un certain académisme et malgré les éclats de l'impressionnisme, Joseph Ferdinand Cheval fait figure de créateur complètement « décalé » et « hors normes ». L'œuvre est contemporaine d'une fin de siècle façonnée par le changement incarné par des esprits novateurs comme Jules Verne, Marx, Freud et Nietzsche.

### Influences

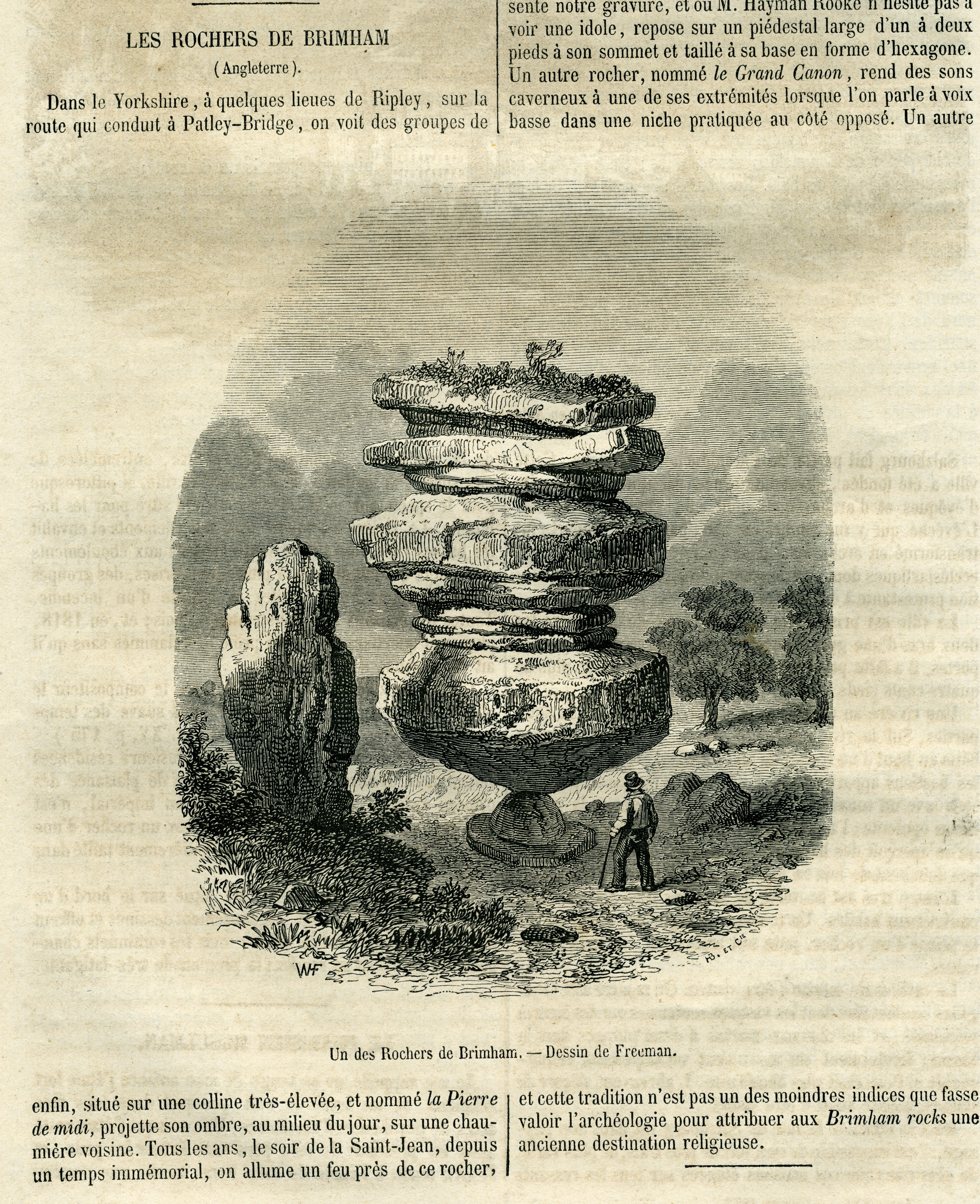
Page illustrée de la revue « Le Magasin Pittoresque »

Sa vie personnelle est fortement marquée par plusieurs deuils successifs : deux fois marié, il est deux fois veuf et tous ses enfants meurent avant lui, dont sa fille cadette, prénommée Alice, à l'âge de quinze ans.
On suppose que le Facteur Cheval — malgré son isolement — a pu subir quelques influences dont l'extravagance architecturale des parcs et jardins de la plupart des grandes demeures aristocratiques et bourgeoises qui mettent en scène des statues de marbre de héros et déesses grecques ; le début des grands voyages et de l'ère coloniale inspire des reconstitutions architecturales dans d'immenses jardins : avec des grottes artificielles, des cascades ruisselantes, des reproductions de pyramides ou de pagodes, des ruines anciennes ; les architectes « officiels » présentent des projets exotiques sinon « délirants » : Projet napoléonien de l'éléphant de la Bastille de Jean-Antoine Alavoine pour la place de la Bastille, Œil-Théâtre de Claude-Nicolas Ledoux pour Besançon, colosse-fontaine de l'Appenin de Jean Bologne à Pratolino en Italie ainsi qu'une revue de l'époque, Le Magasin pittoresque, évoque souvent ces architectures lointaines. Le Facteur Cheval a sans doute pu consulter cette publication, distribuée par la Poste, et, de la sorte, alimenter son rêve.

### Analogies
Le mouvement situationniste dans les années cinquante compare le destin de Ferdinand Cheval à celui de Louis II de Bavière : tous deux ont vécu un drame existentiel, « tous deux ont bâti les châteaux qu'ils voulaient à la taille d'une nouvelle condition humaine ».

### Reconnaissance

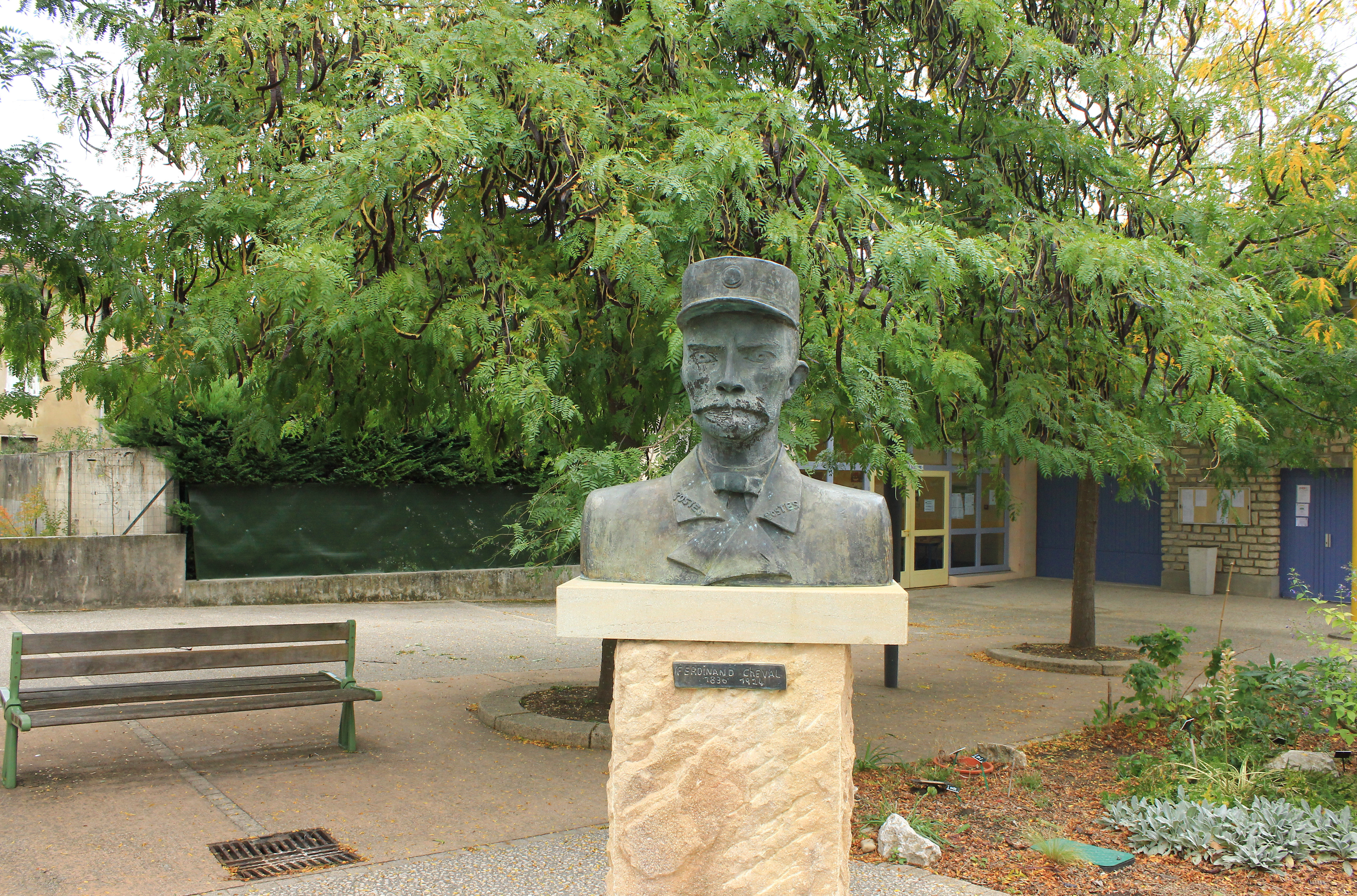
Buste du facteur Ferdinand Cheval à Hauterives.

Au début des années 1930, l'œuvre reçoit le soutien moral de plusieurs artistes tels que Pablo Picasso et André Breton. Max Ernst, qui séjourne en Ardèche durant l'occupation, est fasciné par l'œuvre et lui dédie un de ses tableaux (Le Facteur Cheval).

L'artiste Nikki de Saint Phalle, grande admiratrice du facteur, adressa au sculpteur Jean Tinguely une lettre rédigée en ces termes : 
« Je te parlais de Gaudi et du Facteur Cheval que je venais de découvrir et dont j’avais fait mes héros : ils représentaient la beauté de l’homme, seul dans sa folie, sans aucun intermédiaire, sans musée, sans galeries. Je te provoquais en te disant que le Facteur Cheval était un bien plus grand sculpteur que toi... »
André Malraux, alors ministre de la Culture, appuie la procédure de classement avant son départ du gouvernement, contre l'avis défavorable de la plupart des fonctionnaires du ministère de la Culture qui écrivent, dans un rapport daté de 1964 : « Le tout est absolument hideux. Affligeant ramassis d'insanités qui se brouillaient dans une cervelle de rustre. » Malraux déclare, pour sa part, qu'il considère le Palais idéal comme « le seul représentant en architecture de l'art naïf […] Il serait enfantin de ne pas classer quand c'est nous, Français, qui avons la chance de posséder la seule architecture naïve du monde et attendre qu'elle se détruise… ».
Le Palais idéal du facteur Cheval est classé au titre des monuments historiques par arrêté du 23 septembre 1969, signé d'Edmond Michelet, ministre des Affaires culturelles. À la même époque, le Tombeau du silence et du repos sans fin est inscrit sur l'inventaire supplémentaire des monuments historiques, par arrêté du 12 septembre 1975, classé le 23 mai 2011.
Emmanuel Godo, dans Puisque la vie est rouge, recueil de poèmes paru chez Gallimard en 2020, consacre au Facteur Cheval un poème-hommage : le Facteur Cheval devient l'archétype de l'homme qui prend sa destinée en main et bâtit un palais « À la grandeur de l'homme / Pour qu'elle sorte des tanières où elle dort ». Le photographe français Robert Doisneau était également un grand admirateur de l'œuvre du facteur Cheval et a pris de nombreux clichés du Palais idéal, lesquels, conservés par sa fille, ont fait l'objet d'une exposition sur le site

### Imitateurs et émules
Le Palais idéal est le précurseur d'un phénomène, celui des environnements d'art, et en reste peut-être le plus génial et spectaculaire exemple. Ce phénomène, faisant l'objet d'ouvrages dès 1962, reconnu aujourd'hui dans le monde entier, est lié à l'intérêt porté aux créations d'Art brut et outsider.
Le Palais Idéal peut avoir influencé ou inspiré des initiatives similaires de niveau et de qualité assez disparates :
- des imitateurs purement amateurs avec Raymond Isidore, le créateur de la « Maison Picassiette », près de Chartres ou comme Fernand Châtelain, à Fyé près d'Alençon, Gaston Gastineau à Nesle-la-Gilberde, ainsi que Charles Billy et son « Jardin de nous deux » à Civrieux-d'Azergues et enfin, Gérard Chesneau, retraité à Vineuil[35],
- des artistes comme Robert Tatin (voir le musée Robert-Tatin), Friedensreich Hundertwasser (voir Citadelle verte de Magdeburg) ou Niki de Saint Phalle (voir le Jardin des Tarots) dans l'élaboration de leurs propres architectures imaginaires. Tinguely fait référence au Facteur Cheval lorsqu'il construit avec une bande d'artistes, dans les années 1970, sa dernière œuvre monumentale Le Cyclop, en forêt de Milly.

Sans qu'il y ait un lien formel, on peut établir un parallèle artistique entre le rêve de Cheval et Metropolis de Paul Citroen, les Cités obscures de François Schuiten ou encore l'univers de Philippe Druillet.

## Hommages

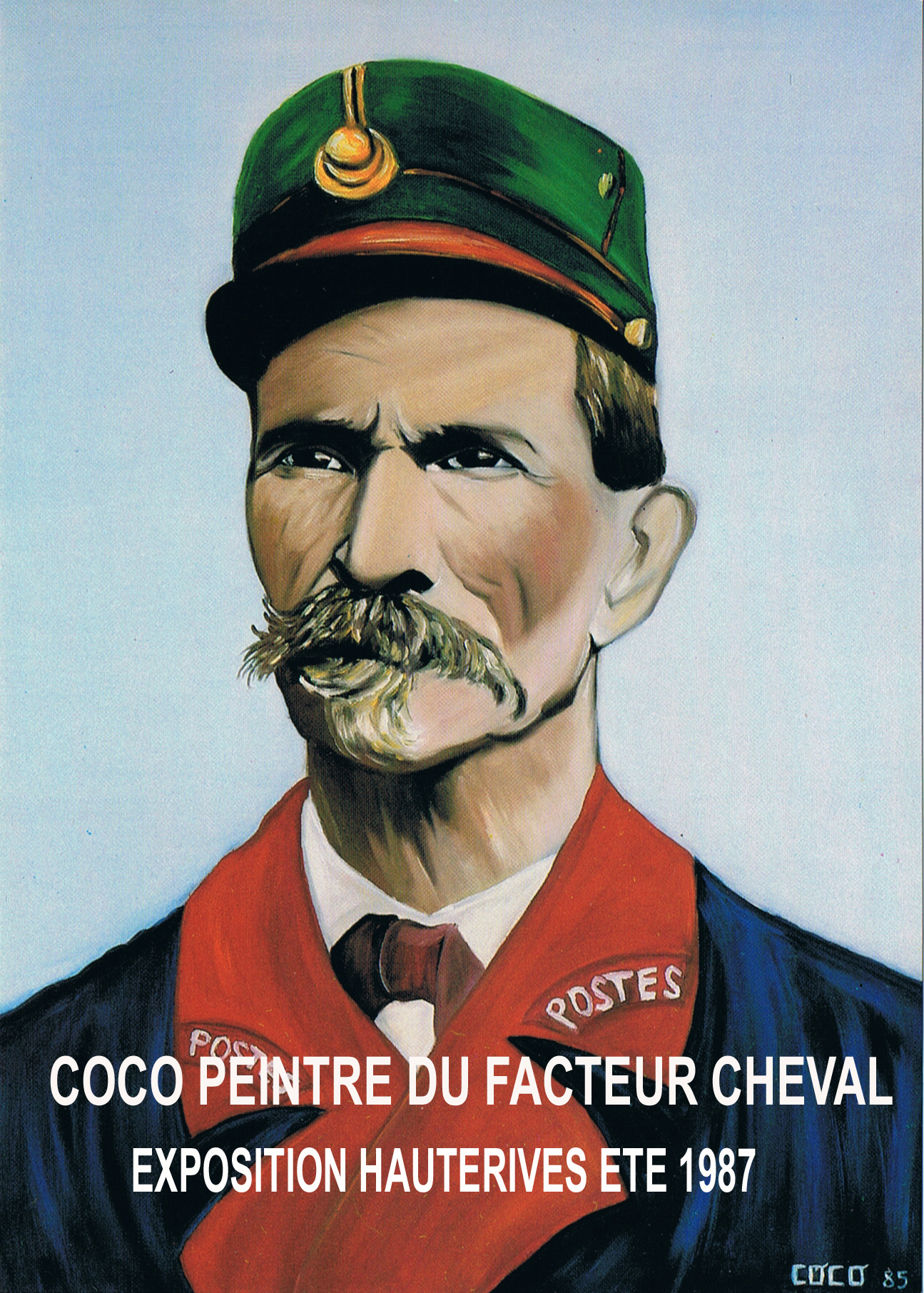
Portrait par Coco peintre du facteur Cheval Palais Idéal
Expositions 1987 et 2000.

### Dans les expositions
- Coco Peintre du Facteur Cheval 1987 Expositions à l'hôtel de Ville de Hauterives et en 2000 au Palais Idéal, de la portraitiste de Ferdinand Cheval[37],[38],[39],[40] ;
- Avec le Facteur Cheval, Musée de la Poste à Paris en avril 2007, avec des photographies commentées de Gérard Manset ;

### Dans les arts

#### Au cinéma

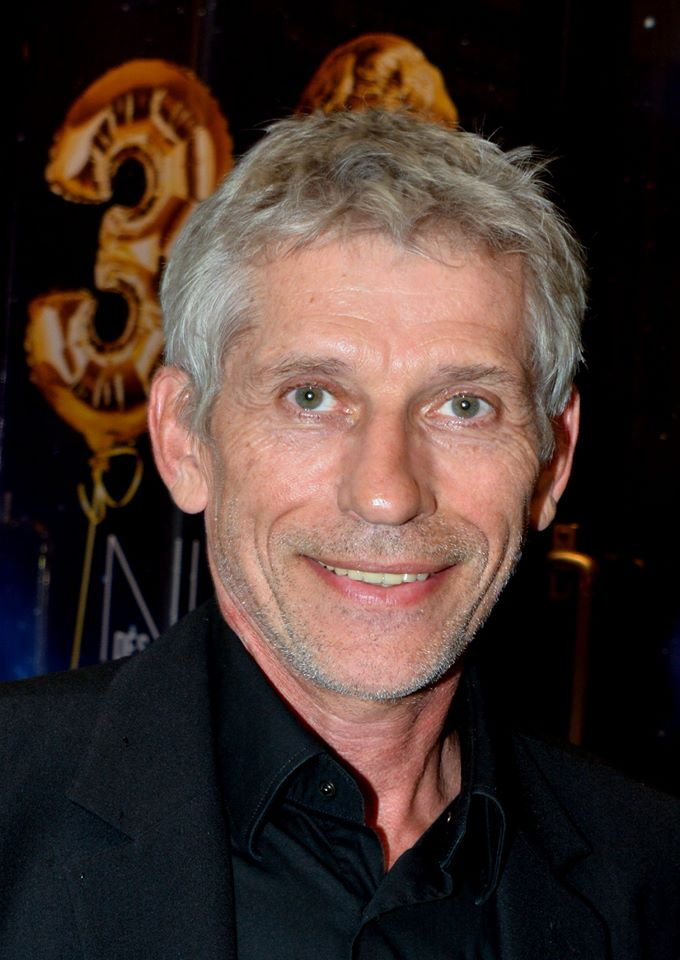
Jacques Gamblin incarne le facteur Cheval dans L'Incroyable Histoire du facteur Cheval (2018).

- En 1954, le court métrage réalisé par Jacques Baratier et intitulé Histoire du Palais idéal rend hommage au facteur au travers de son œuvre principale. Le documentaire réalisé en 1958 par le cinéaste franco-grec d'Adonis Kyriou[41] va exactement dans le même sens en mettant toujours en avant l'œuvre pour honorer l'artiste.
- Sorti en 2018, le long-métrage L'Incroyable Histoire du facteur Cheval de Nils Tavernier retrace une partie de sa vie quotidienne, en présentant son travail qui consiste en de longues tournées dans une campagne sublimée, ses proches, sa famille et son obsession d'artiste. Le personnage de Ferdinand Cheval est incarné par l'acteur Jacques Gamblin et son épouse Philomène par l'actrice Laetitia Casta. La première du film s'est déroulée à Hauterives, bien que l'essentiel des prises de vue furent effectuées dans un autre secteur du département de la Drôme.

#### À la télévision
- Louis la Brocante

Durant la onzième saison de la série française Louis la Brocante, l'épisode no 37, diffusé en 2010 et intitulé Louis et le palais idéal sur un scénario de Richard Nataf, les personnages de Louis (Victor Lanoux) et de Maryvonne (Évelyne Buyle) se retrouvent confrontés à une histoire de faux, ce qui permet à la réalisatrice Véronique Langlois de présenter, dans de nombreux plans, le Palais idéal, dans cette série qui réalisa de très bonnes audiences à l'époque où elle fut diffusée la première fois sur France 3.
- Le Monument préféré des Français

Dans la troisième édition de l'émission Le Monument préféré des Français (2020), le Palais idéal du facteur Cheval est sélectionné pour représenter la région Auvergne-Rhône-Alpes et sera classé en deuxième position lors du résultat final.

#### Dans la littérature
- Le revolver à cheveux blancs, poème d'André Breton, chef de file du mouvement surréaliste[43]  (ISBN 978-2-07-030045-7)
- À la poursuite du facteur Cheval, roman de Gérard Manset paru en 2008, aux éditions Gallimard  (ISBN 978-20-7012342-1) ;
- Palais idéal du facteur cheval : Le palais idéal, le tombeau, les écrits de Gérard Denizeau (auteur), Michel Guillemot (photographies), publié en 2011[44]  (ISBN 978-2359880533) ;
- Facteur Cheval, roman (littérature jeunesse) d'Éliette Jafflin-Millet, paru en 2018 aux éditions du poulain[45]  (ISBN 978-2918607243) ;
- Le facteur Cheval, jusqu'au bout du rêve, biographie de Nils Tavernier, paru en 2018, aux éditions Flammarion  (ISBN 978-20-8146762-0) ;
- Habiter un palais, suivi d'une autobiographie par le facteur Cheval, récit de Jean-Luc Parant, dessins de Jean-Marie Queneau, parue en 2018 aux Éditions Fata Morgana[46]  (ISBN 978-2377920051).
- Le Rêve d'un fou, fiction de Nadine Monfils, éditions Fleuve, 2019.
- Puisque la vie est rouge, recueil de poèmes d'Emmanuel Godo, paru en 2020 chez Gallimard : poème-hommage "Facteur Cheval" (p. 130-131).

#### Dans la bande dessinée
La série Rêves de pierres, distribuée par les éditions Glénat, présente un album dénommé Le palais idéal du facteur Cheval avec un scénario de Philippe Bonifay  (ISBN 2-7234-5301-4). Ce récit présente un jeune reporter travaillant au magazine hebdomadaire français L'Illustration qui découvre le Palais idéal, le photographie et qui ainsi fait connaître cette œuvre au grand public.

#### Dans la chanson
Boris Vian
L'écrivain Boris Vian est l'auteur d'un texte inachevé d'une chanson dédiée au facteur Cheval, curieusement dédiée au rock'n'roll, et dont le manuscrit original n'a été publié qu'en 2001. Le texte ci-dessous retranscrit — rature comprise — l'ébauche manuscrite de Boris Vian :
Où t'en vas-tu facteur

Vers quels Facteur à l'horizon

Je vais chercher des rocks

Pour bâtir ma maison

Ma belle maison baroque

Faite Tout de bric et de broc

Et que le cric me croque

Si je n'ai pas raison

[…] venir un facteur

Du bout de l'horizon

[…] venir un facteur

Vêtu comme un maçon

Carrière de rocks

transporter

des rocks

à tour de roll.
Autres chansons et compositions musicales évoquant Ferdinand Cheval et son œuvre
- Ferdinand Cheval (1836-1924), chanson d'Alexandre Révérend, sur son album Alexandre Révérend (1977) ;
- La Casquette du facteur cheval de Michel Fugain, sur son album Plus ça va (1995) ;
- Le Palais idéal, titre du groupe français L'Affaire Louis' Trio sur l'album éponyme sortie en 1997 sur le label EMI/Chrysalis ;
- Cheval, chanson écrite par Michèle Bernard sur l'album Quand vous me rendrez visite, sorti en 1997 ;
- Le Facteur Cheval, titre du groupe de rock Tue-loup sur l'album Penya sortie en 2002 ;
- Et chaque jour qui se lève, chanson hommage par la chorale des Enfantastiques (2015) ;
- L'Obsessioniste, Hommage au Palais Idéal du facteur Cheval (2006), composition musicale du pianiste de jazz Édouard Bineau, assisté par le clarinettiste Sébastien Texier[49].
- Cheval-Volonté de Rocher (1989), concept-album du groupe de rock progressif suédois Isildurs Bane[50].

#### Dans la peinture
Le peintre allemand Max Ernst a conçu un tableau, en hommage au facteur, dénommé Le Facteur Cheval, d'une dimension de 64,3 × 48,9 cm, peint en 1932, propriété de Peggy Guggenheim
Le peintre espagnol Pablo Picasso a également conçu un tableau en hommage au facteur avec un titre identique : Le Facteur Cheval, peint en 1937 et appartenant à la collection privée.
Coco peintre du facteur Cheval est l'auteure de l'affiche de l'exposition de 1987 organisée par la municipalité d'Hauterives et le Palais Idéal La Couleur en plus.  Une trentaine de toiles de facture naïve et singulière content la saga familiale de Joseph Ferdinand Cheval. Cette autodidacte ardéchoise fascinée par le regard du facteur sur une photo jaunie par le temps, animée d'une pulsion à peintre étrange, produira une série de portraits et de scènes de genre... qui marque une première dans l'histoire du Palais Idéal.
L'artiste-peintre et sculpteur français Bernard Rancillac est l’auteur de l’affiche de l’exposition de 2007, consacrée au Palais idéal du Facteur Cheval à Paris, au Musée de la Poste.

#### Dans la photographie
En 1936, la photographe française Denise Bellon, proche du mouvement surréaliste, expose des photographies du Palais idéal au MoMA de New York, à l'occasion de l’exposition Fantastic Art, Dada Surrealism.
Le photographe d'architecture japonais, Hidehiko Nagaishi, a inauguré une collection de nouvelles photographies sur le Palais idéal et prépare un recueil de photographies sur la principale œuvre de Ferdinand Cheval.

#### Dans la sculpture
L'artiste française Niki de Saint Phalle a rendu un hommage au facteur en créant une œuvre dénommée Fragment de l’Hommage au Facteur Cheval, exécutée entre octobre et novembre 1962. Il s'agit de l'association de grillages, d'objets divers, de peinture et de plâtre.
Le chanteur français Hugues Aufray a réalisé une sculpture dénommée Buste en bronze du facteur Cheval en 2012, à l'occasion du centenaire de la fin des travaux de création du Palais idéal.

### Hommage philatélique
Durant les années 1980, l'administration française des postes, qui fut l'employeur de Ferdinand Cheval durant 32 années, a fait éditer un timbre en 1984 en hommage à son facteur. Ce timbre représente son œuvre principale et elle est titrée : « Palais idéal du facteur Cheval ». La maquette du timbre-poste fut gravée en taille-douce par l'artiste Pierre Albuisson. Le bon à tirer est signé le 5 juin 1984. À cette occasion, Pierre Albuisson déclarera :
« Le timbre-poste du Palais idéal du facteur Cheval est mon premier timbre français, en cela il est important sentimentalement. Sur place, je me suis rendu compte que la complexité des formes de ce monument fantastique rendait le sujet très délicat à traiter, tant sur le plan de la représentation dessinée que celui de la gravure du bloc d’acier du timbre... »